# Samuel Hartlib
Samuel Hartlib, ook Hartlieb (Elbing (Pruisen, nu Polen), ca. 1600 - Londen (Engeland), 1662) was een veelzijdig Duits-Britse wetenschapper. Als actieve promotor en een deskundige schrijver op vele gebieden, was hij geïnteresseerd in wetenschap, geneeskunde, landbouw, politiek, en onderwijs. Hij vestigde zich in Engeland, waar hij huwde en stierf. Hij was een tijdgenoot van Robert Boyle die hij goed kende, en een buurman van Samuel Pepys.
Hartlib had in de tijd dat de puriteinen aan de macht kwamen in Engeland een uitgebreid netwerk van geloofsgenoten en sympathisanten in heel Europa. Zijn hoofddoel in het leven was kennis verwerven en verspreiden. Hij schreef met alchemisten, filosofen, godsdienstleiders tot en met herenboeren. Zijn verloren gewaande correspondentie werd teruggevonden in 1945 en wordt tegenwoordig gehuisvest in een speciale "Hartlib Collection" aan de Universiteit van Sheffield in Engeland. Hij had in het tijdperk van de Commonwealth contact met iedereen die iets op intellectueel gebied betekende en was verantwoordelijk voor octrooien, het verspreiden van informatie en het bevorderen van onderwijs. Hij gaf ontwerpen voor calculators, dubbel-schriftinstrumenten, zaad-machines en belegeringstoestellen door. Hij introduceerde de ideeën van Comenius in West-Europa. Zijn brieven, in het Duits en het Engels, zijn nog steeds onderwerp van studie.
Hartlib had als levensdoel "het registreren van alle menselijke kennis en die ter beschikking te stellen voor studie aan de gehele mensheid“. Zijn werk is vergeleken met moderne internet-zoekmachines.

## Leven
Hartlib werd geboren in een familie van kooplieden. Zijn grootvader aan moeders kant stond aan het roer van de Engelse handelscompagnie in Elbing, een belangrijk commercieel centrum gelegen aan de Baltische Zee. Hartlibs eigen vader was ook koopman. De Zweedse invasie in de jaren 1620 verzwakte de positie van Elbing als belangrijk handelscentrum in het Baltische gebied aanzienlijk. Hartlib vluchtte uit zijn geboortestad en verliet de door oorlog geteisterde gebieden van continentaal Europa door definitief toevlucht in Engeland te zoeken.
Hartlib studeerde aan het gymnasium in Brieg (Brzeg), en aan de universiteit van Königsberg. Hij ontmoette de Schotse predikant John Dury in 1628. Kort daarna moesten ze beiden vluchten vanwege de Dertigjarige Oorlog toen Elbing werd veroverd door katholieke troepen. Hartlib verhuisde naar Engeland. Hij stichtte een school in Chichester waar hij zijn progressieve ideeën over onderwijs probeerde in de praktijk te brengen. Daarna woonde hij in Duke's Place, Londen. Hij werd gesteund door de Aartsbisschop van York, John Williams, een tegenstander van de bekende Aartsbisschop van Canterbury William Laud. Een andere supporter was John Pym; Pym zou Hartlib later gebruiken als tussenpersoon met Nederlandse calvinisten in London, in een poging om Laud zwart te maken. Volgens de schrijver Hugh Trevor-Roper waren het de Drie Buitenlanders (en daarmee bedoelde hij Hartlib, Dury en de afwezige Comenius), die een beweging veroorzaakten in de jaren 30 en 40 die de puriteinse eenheid bevorderde.

## Baconiaan
Hartlib was net als Comenius een aanhanger van de opvoedingsleer van Francis Bacon. Het idee van de "Boom van Kennis", in eeuwige vertakking en groei, werkten ze samen uit. Verspreiding van kennis werd gehinderd door het ontbreken van een academische discipline, algemeen toegankelijke bibliotheken of een onderwijsbeleid. Hartlib probeerde Comenius die tot de protestante Moravische Broederschap behoorde, naar Engeland te laten overkomen.
Comenius kwam in Engeland in 1641, een roerige periode vanwege de op handen zijnde burgeroorlog. Zijn aanwezigheid was niet voldoende om het educatieve beleid te veranderen. Er was wel enige vernieuwing. Cromwell zette Durham College op, deels volgens de pansofistische ideeën van Hartlib en Comenius.
Bacon stelt in "New Atlantis" van 1624 een onderzoeksinstituut voor, het "Huis van Salomo". Het was bedoeld als een christelijk Utopia bestuurd wordt door een wetenschappelijk college, een onderzoeksinstituut dat alle geheimen van de natuur zou achterhalen, en dus de natuur zou overwinnen ter meerdere glorie van God. Hartlib pakte dat idee op en probeerde middelen te verkrijgen om zo'n instelling op te richten. Hij slaagde niet in zijn opzet, maar kreeg wel een klein stipendium voor zichzelf en verzamelde een kring van gelijkgestemden.

## De "Hartlibians"
De groep rondom Hartlib, de Hartlibians, wordt gezien als een voorloper van het invisible college en daarmee van de Royal Society.
Young schrijft: :Op zijn hoogtepunt was het een vereniging van persoonlijke vrienden. Hartlib en Dury waren de twee belangrijkste figuren: Comenius bleef, ondanks hun beste inspanningen, altijd meer een zaak om te steunen dan een medelid. Rond hen waren er Hübner, Haak, Pell, Moriaen, Rulise, Hotton en Appelius, die later werden aangevuld met Sadler, Culpeper, Worsley, Boyle en Clodius. Als men van dit centrum verwijderd raakt beginnen de communicatielijnen zich te vertakken en kruisen en sluiten ze aan bij de complete intellectuele gemeenschap van Europa en Amerika. Het is een cirkel met een definieerbaar middelpunt maar een bijna oneindig uitgebreide periferie.
).
In 1644 droeg John Milton zijn boek "Of Education" op aan Hartlib die hij het jaar daarvoor had ontmoet en die op publicatie had aangedrongen.
Een dochter van Hartlib trouwde met de uit Amsterdam afkomstige boeteprediker Johannes Rothe, een andere dochter met de scheikundige/alchemist Frederick Clodius.
Hartlib stierf in armoede. Hij werd geassocieerd met het Cromwell-tijdperk en was niet erg meer in trek na de Restoration. Enkele van zijn correspondenten gingen zelfs zover om hun brieven aan hem terug te vragen, bevreesd als ze waren voor vervolging.